# Diede Lameiro
Diede José Gomes Lameiro, ou simplesmente Diede Lameiro (Casa Branca, 15 de fevereiro de 1934 — São José dos Campos, 31 de março de 2021), foi um treinador do São Paulo Futebol Clube e foi professor de educação física formado na Escola de Educação Física de São Carlos. 

## Carreira
Diede Lameiro foi jogador de basquete e jogou pelo São Carlos Clube até julho de 1958 e posteriormente transferiu-se para o Tênis Clube de São José dos Campos. Com um dos primeiros preparadores físicos formados, Diede dirigiu o time de basquete do São José, de São José dos Campos. Vitorioso, foi convidado a assumir o time de futebol do clube ganhando títulos da 3.ª divisão em 1964 e da 2.ª divisão em 1965.
Convidado para dirigir a Ferroviária de Araraquara em 1967, no seu primeiro ano, levou o time a ser Campeão do Interior do Campeonato Paulista e em 1968 à 3.ª colocação.
Em 1968 assume como treinador do São Paulo Futebol Clube.
Como treinador do São Paulo, Diede foi o último em sua fase de jejum de títulos. Ficou 17 meses no comando do time, entre 1968 e 1969, disputando 86 partidas. Com Diede, o São Paulo ganhou o Troféu Colombiano em Huelva, na Espanha.